# Toyota TF106
La Toyota TF106  fu una vettura di Formula 1 con la quale la scuderia giapponese affrontò il campionato mondiale nel 2006. Disegnata ancora da Mike Gascoyne, fu testata già nel novembre 2005, molto tempo prima delle rivali. Alla guida vennero confermati Jarno Trulli e Ralf Schumacher

## La TF106B
Dopo le prime sei gare venne introdotta una versione B, con cui la scuderia terminò la stagione.

## Stagione 2006

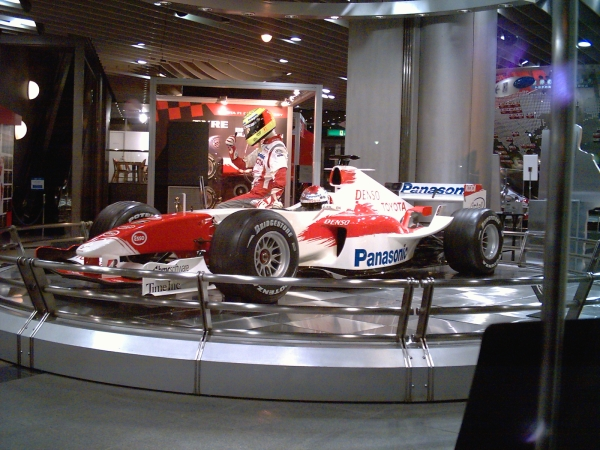
La Toyota TF106B

Dopo la buona stagione 2005 la Toyota non seppe ripetersi nel 2006: vennero marcati solo 35 punti (20 con Ralf Schumacher e 15 con Jarno Trulli) e venne ottenuto un solo podio grazie a Schumacher in occasione del Gran Premio di Melbourne. Trulli addirittura non marcò punti nei primi 8 Gran Premi stagionali.
Con l'introduzione della versione B le cose migliorarono di poco fino alle ultimissime gare stagionali, quando Schumacher partì terzo in Giappone così come Trulli in Brasile.

## Risultati completi in Formula 1

### TF 106
(Le gare in Grassetto indicano una pole position)
| Anno | Team                    | Motore    | Gomme | Piloti          | 1   | 2   | 3   | 4   | 5   | 6   | 7   | 8   | 9   | 10  | 11  | 12  | 13  | 14  | 15  | 16  | 17  | 18  | Punti | WCC |
| ---- | ----------------------- | --------- | ----- | --------------- | --- | --- | --- | --- | --- | --- | --- | --- | --- | --- | --- | --- | --- | --- | --- | --- | --- | --- | ----- | --- |
| 2006 | Panasonic Toyota Racing | Toyota V8 | B     |                 | BHR | MAL | AUS | SMR | EUR | ESP | MON | GBR | CAN | USA | FRA | GER | HUN | TUR | ITA | CHN | JPN | BRA | 35    | 6°  |
| 2006 | Panasonic Toyota Racing | Toyota V8 | B     | Ralf Schumacher | 14  | 8   | 3   | 9   | Ret | Ret |     |     |     |     |     |     |     |     |     |     |     |     | 35    | 6°  |
| 2006 | Panasonic Toyota Racing | Toyota V8 | B     | Jarno Trulli    | 16  | 9   | Ret | Ret | 9   | 10  |     |     |     |     |     |     |     |     |     |     |     |     | 35    | 6°  |

### TF 106B
(Le gare in Grassetto indicano una pole position)
| Anno | Team                    | Motore    | Gomme | Piloti          | 1   | 2   | 3   | 4   | 5   | 6   | 7   | 8   | 9   | 10  | 11  | 12  | 13  | 14  | 15  | 16  | 17  | 18  | Punti | WCC |
| ---- | ----------------------- | --------- | ----- | --------------- | --- | --- | --- | --- | --- | --- | --- | --- | --- | --- | --- | --- | --- | --- | --- | --- | --- | --- | ----- | --- |
| 2006 | Panasonic Toyota Racing | Toyota V8 | B     |                 | BHR | MAL | AUS | SMR | EUR | ESP | MON | GBR | CAN | USA | FRA | GER | HUN | TUR | ITA | CHN | JPN | BRA | 35    | 6°  |
| 2006 | Panasonic Toyota Racing | Toyota V8 | B     | Ralf Schumacher |     |     |     |     |     |     | 8   | Ret | Ret | Ret | 4   | 9   | 6   | 7   | 15  | Ret | 7   | Ret | 35    | 6°  |
| 2006 | Panasonic Toyota Racing | Toyota V8 | B     | Jarno Trulli    |     |     |     |     |     |     | 17  | 11  | 6   | 4   | Ret | 7   | 12  | 9   | 7   | Ret | 6   | Ret | 35    | 6°  |